# Ottone
Ottone, HWV 13, és una òpera en tres actes composta per Georg Friedrich Händel sobre un llibret en italià de Nicola Francesco Haym. Es va estrenar el 12 de gener de 1723 al Her Majesty's Theatre de Ciutat de Westminster, a Londres.
En aquesta nova òpera, Händel va introduir una nova cantant, Francesca Cuzzoni, i un nou llibretista Haym, que havia succeït a Rolli com a secretari i poeta. Burney considera que és la millor de les òperes de Händel. Va escriure un duet, A' teneri affetti en el que aleshores s'anomenava "estil llombard", introduït per Vivaldi, que consisteix en continues sincopes. Aquest estil va ser utilitzat amb bon efecte per Bach a la cantata Freue dich, erlöste Schaar. De la cançó Affanni del pensier, amb la seva puntuació original, Mainwaring afirma que «un mestre eminent (probablement Pepusch, que no estava gaire bé amb Händel), va dir: 'Aquell gran ós estava sens dubte inspirat quan va escriure aquella cançó'». La gavota de l'obertura es va fer popular aleshores i es va tocar amb tots els instruments, des de l'orgue fins a les caixes dels músics ambulants.